# سنجة الثرغول
سَنجة الثرغول نوع من جنس سنجة من الفطور مجهرية من فصيلة اللطحيات.